# Kleine Spiele
Kleine Spiele sind Ball-, Gewandtheits-, Lauf-, Fang- und Vertrauensspiele, Spiele zur Übung der Wahrnehmung usw. Sie werden in der Regel in der Aufwärmphase einer Trainingseinheit durchgeführt.
Im Gegensatz zu den großen Sportspielen steht nicht das Erlernen sportmotorischer Fertigkeiten, sondern Bewegung, Freude, Spiel, Entspannung und Kommunikation im Vordergrund. Die Spielregeln sind so einfach, dass alle sofort mitmachen können.

## Abgrenzung
Die Abgrenzung kleiner zu großen Spielen erfolgt nur vage. Gelten etwa Volleyball und Fußball zu den klassischen großen Spielen, wird Völkerball mit annähernd gleicher Spielerzahl, Spieldauer und Spielfeldgröße in der Regel als kleines Spiel geführt.
Die Zuordnung, etwa in Rahmenlehrplänen zur Übungsleiter und Sportlehrerausbildung, erfolgt meist nach gesellschaftlicher Relevanz, dem Maß der Komplexität des Regelwerkes der Sportart bzw. des Spiels und der Unterrichtsphase, in der es durchgeführt wird. Die kleinen Spiele werden zum Auf- und Abwärmen eingesetzt, im Gegensatz zu den so genannten großen Spielen, die meist den Hauptteil einer Unterrichts- oder Trainingseinheit ausmachen.
Völkerball ist auch hier ein Beispiel für die subjektive Einteilung der Spiele: Meistens wird es als Abschluss einer technisch besonders anspruchsvollen Trainingseinheit eingesetzt; parallel existiert eine eigene Völkerballliga innerhalb des Deutschen Turner-Bundes.

## Herkunft und Sammelwerke
Das vermutlich erste deutschsprachige sportpädagogische Spielebuch Spiele zur Übung und Erholung des Körpers und Geistes wurde vom Pädagogen Johann Christoph Friedrich GutsMuths 1796 verfasst. Einer von GutsMuths zentralen Gedanken war es, dem Spiel in einer Zeit, als Körperübungen und Spiele an den öffentlichen Schulen noch völlig unbekannt waren, zu seinem Recht zu verhelfen und dabei Lernen, Spielen, Bildung wie Körper und Geist zu verbinden. Das Buch knüpft an sein im Jahre 1793 erschienenes Buch Gymnastik für die Jugend an. Es enthält – neben der pädagogischen Einordnung und Begründung  – eine Spielsammlung, in der überlieferte deutsche Volksspiele und eine Auswahl in anderen Ländern gebräuchlicher Spiele systematisiert sind. Viele der beschriebenen Spiele sind noch heute aktuell und finden sich in gleicher oder abgeänderter Form in jüngeren Sammelwerken zum Thema.
Von den 1960er bis 1990er Jahren war das Standardwerk für Ausbildung und Praxis das Buch Kleine Spiele von Erika und Hugo Döbler, das immer wieder neu aufgelegt wird. Neben einem praktisch-methodischen Teil enthält es auch eine sportdidaktische Einführung.
2009 erschien Das große Limpert-Buch der Kleinen Spiele, herausgegeben von Klaus Moosmann, in dem Sportlehrkräfte in verschiedenen Kategorien über 400 der bekanntesten und beliebtesten „Kleinen Spiele“ zusammengefasst haben.

## Liste kleiner Spiele (Auswahl)
- Ballwerfen
- Förderband
- Gordischer Knoten
- Knüppelball (Keulenball)
- Riesen-Schnick, Schnack, Schnuck
- Schaf & Wolf
- Toaster-Spiel
- Völkerball